# ジョン・プリングル (初代準男爵)

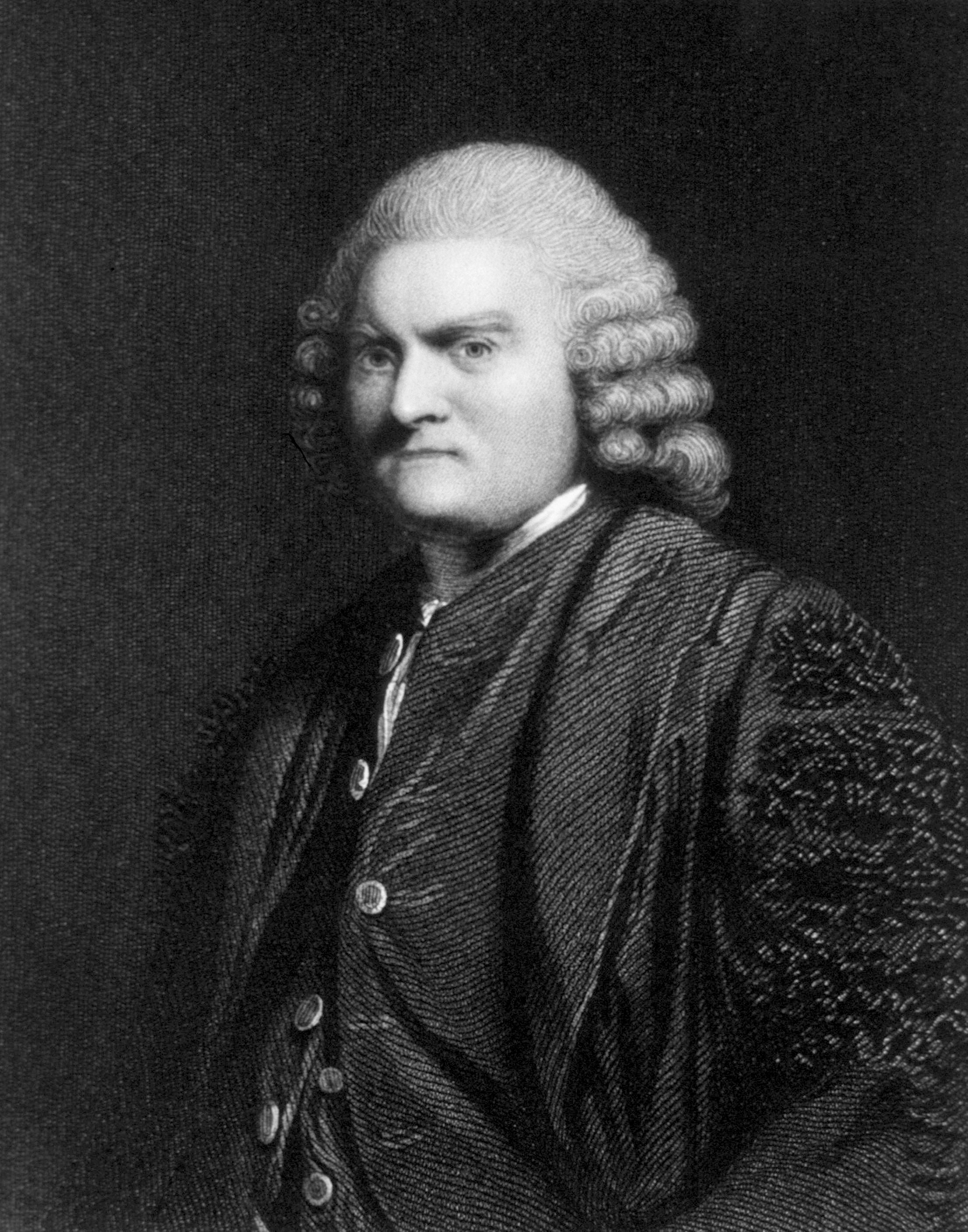
ジョン・プリングル

初代準男爵サー・ジョン・プリングル（英語: Sir John Pringle, 1st Baronet PRS FRCPE、1707年4月10日 – 1782年1月18日）は、グレートブリテン王国の医師。1772年から1778年まで王立協会会長を務めた。

## 生涯
第2代準男爵サー・ジョン・プリングルとマグダレン・エリオット（Magdalen Eliott、初代準男爵サー・ギルバート・エリオットの娘）の息子として、1707年4月10日にロクスバラのスティッチルで生まれた。1722年にセント・アンドルーズ大学セント・レオナーズ・カレッジに入学した後、1727年10月よりエディンバラ大学で教育を受けたが、1年しか在学しなかった。その後、商人となるための知識を得るためにアムステルダムに送りだされたが、ライデンで医師ヘルマン・ブールハーフェの講演を聞いて医学への興味を受け、ライデン大学に入学した、ライデン大学ではゲラルド・ファン・スウィーテンとアルブレヒト・フォン・ハラー（それぞれオランダ、スイス出身の医師）と親しくなり、1730年7月20日にM.D.の学位を修得した。その後、パリで学業を終えた。
大学を卒業した後、エディンバラで開業し、1734年3月以降はエディンバラ大学で教鞭を執った。1735年、エディンバラ王立医師会のフェローに選出された。
オーストリア継承戦争中の1742年、フランドル地方に派遣されたイギリス陸軍の指揮官第2代ステア伯爵ジョン・ダルリンプル付き医師に任命された。これによりプリングルはステア伯爵に付き添って行軍し、1743年6月のデッティンゲンの戦いにおいても戦場にいた。デッティンゲンの戦いではステア伯爵に進言して、敵将ノアイユ公爵の同意を受けた上で英仏両軍の軍営に中立の野戦病院を設け、負傷兵を所属国にかかわらず治療した。ステア伯爵は同年に指揮官を辞任したが、プリングルは翌1744年にカンバーランド公爵ウィリアム・オーガスタスによりネーデルラントにおける同盟軍の医師総監（physician-general）に任命された。ステア伯爵による任命を受けたときはエディンバラ大学の教授職に留任し、講義を代理役に任せたが、カンバーランド公爵による任命を受けたときはエディンバラ大学の教授職を辞した。1745年ジャコバイト蜂起が勃発すると本国に呼び戻され、カンバーランド公爵率いる蜂起の鎮圧軍に軍医として従軍、1746年のカロデンの戦いにおいても戦場にいた。同時期の1745年10月31日、王立協会フェローに選出された。蜂起が鎮圧されると再び大陸ヨーロッパにおけるイギリス派遣軍のもとに戻り、1748年秋にアーヘンの和約が締結されると帰国した。
ロンドンに定住したプリングルは1749年にカンバーランド公爵の侍医（physician in ordinary）に任命され、1761年にシャーロット王妃の家政部門（household）の侍医に、1763年に王妃自身の、1774年に国王ジョージ3世の侍医に任命された。1750年に自身の1冊目の著作であるObservations on the Nature and Cause of Hospital and Jayl Feversを出版した。同年に王立協会の学術誌『フィロソフィカル・トランザクションズ』にExperiments on Septic and Antiseptic Substancesと題する3つの論文を寄稿したことで、1752年にコプリ・メダルを受章した。同年にObservations on the Diseases of the Army in Camp and Garrisonを著し、『ブリタニカ百科事典第11版』（1911年）はこの著作をもってプリングルを現代軍事医学の創設者と評した。『オックスフォード英国人名事典』によると、この著作は戦場による疫学に関する著作としては初であり、また交叉感染（cross-infection）の予防に関する著作としても初であった。
1758年にロンドン王立医師会から開業資格免許を取得（licentiate）、1763年にフェローに選出された。1766年6月5日、準男爵に叙された。
1769年から1770年までと1771年から1772年までの2度にわたって王立協会副会長を務めた後、1772年11月30日に王立協会会長に選出された。コプリ・メダルの授与にあたり会長として講演を行い、講演の内容は死後の1783年に出版された（1巻）。1778年に王立協会会長を辞任したが、辞任の理由については健康の悪化と、避雷針の形をめぐるジョージ3世との意見の相違という2つの説がある。同年、フランス科学アカデミーの外国人会員に選出された。
1780年にエディンバラに移ったが、1781年9月にロンドンに戻り、その数か月後の1782年1月18日にロンドンで死去、31日にピカデリーの聖ジェームズ教会に埋葬された。妻との間で息子がおらず、準男爵位は廃絶した。遺産は甥にあたる第4代準男爵サー・ジェームズ・プリングルが継承した。
死後、プリングルの文書集はエディンバラ王立医師会に寄贈されたが、医師会の外に持ち出されないことと出版されないことを条件とした。医師会はこれらの条件を200年以上守ってきたが、2004年にプリングルの文書集の公開を求める裁判が起こされ、パトン女卿アン・パトンは公開すべきとの判決を下した。

## 著作
- De Marcore Senili（1730年、ライデン、四折り判（英語版）） - 博士論文[4]
- Observations on the Nature and Cause of Hospital and Jayl Fevers（1750年、ロンドン、八折り判）[4]
- Experiments on Septic and Antiseptic Substances（1750年、論文）[5]
- Observations on the Diseases of the Army in Camp and Garrison（1752年、ロンドン、八折り判。1782年第7版）[4]
- Life of General James Wolfe（1760年） - ジェームズ・ウルフの伝記[3]
- Six Discourses Delivered at the Royal Society（1783年、ロンドン、八折り判） - 講演集[4][2]

## 人物
ジョシュア・レノルズによる肖像画では厳しい人のように見えたが、手紙では礼儀正しい人柄だった。音楽が好きだったものの詩への興味はなく、政治観はホイッグ党のそれであり、宗教観でははじめユニテリアン主義を信奉したが、晩年は説教や聖書をよく勉強した。

## 家族
1752年4月14日、シャーロット・オリヴァー（Charlotte Oliver、1753年12月29日没、医師ウィリアム・オリヴァーの次女）と結婚したが、2人の間に子供はいなかった。